# World Combat League
World Combat League (spesso abbrebiato in WCL) è stata una società statunitense di promozione delle arti marziali fondata nel 2005 da Chuck Norris, la quale organizzava un omonimo torneo di incontri di combattimento.
Le tecniche utilizzate durante gli incontri erano varie: gli atleti possono infatti potevano utilizzare braccia, gambe, ginocchia, clinch, ecc.
Ai combattimenti WCL potevano partecipare atleti provenienti da diverse arti marziali, come muay thai, taekwondo, kickboxing e full contact.
In Italia, i tornei WCL erano trasmessi su GXT.

## Regole
- Una particolarità della WCL ed in generale della kickboxing statunitense dagli albori fino agli anni 2000 era l'esclusivo abbigliamento: infatti, a differenza delle controparti asiatiche, i kickboxer della WCL vestivano lunghi e larghi pantaloni in materiale sintetico e, fino al 2005, anche delle apposite scarpe, mentre nella parte superiore come da cliché erano a petto nudo con i guantoni da boxe.
- Non si usava combattere in un ring munito di corde, bensì in una zona circolare di circa 8 metri di diametro denominata "Pit" (da qui il termine "Pit Fighter", sebbene con il tempo venne riferito maggiormente al combattimento da strada), simile all'area di combattimento della lotta.
- Inizialmente era vietato calciare sotto la cintura, successivamente i low kick vennero inseriti ma solamente se si colpiva al di sopra del ginocchio.